# John Dolmayan
John Dolmayan (født 15. juli 1973 i Libanon) er mest kendt som trommeslageren i det alternative metal-band System of a Down. I 2006 blev han kåret til årets trommeslager.
John Dolmayan blev oprindeligt født i Libanon. Da han var fem år gammel vågnede han skræmt op en nat og gik ind til sine forældre. Han spurgte, om han kunne sove derinde, hvilket hans forældre gik med til og kort tid efter fløj et projektil gennem vinduet og gennemborede Johns seng, hvor han skulle have sovet (grunden til skuddene var borgerkrigen i landet). Johns far besluttede derfor, at de måtte flytte. De flyttede først til Toronto i Canada og derefter til Los Angeles. 

## Med System of a Down
John er den eneste der ikke har været med på fuld tid i bandet. Han afløste Andy Khachaturian, der forlod bandet efter bandets første tre demoer. John sluttede sig til bandet i 1997 og har derfor været med til at indspille alle fem albums bandet har udgivet.
Hans trommespil har haft indflydelse på en generation af nye trommeslagere og har tiltrukket en stor del af System of a Downs publikum. 
John er berømt for sit altid vrede udtryk på scenen. Forsangeren Serj prøver tit at få John til at smile på scenen, og John har selv måttet indrømme, at det har været svært at holde masken.